# Oliarus nitens
Oliarus nitens är en insektsart som beskrevs av Van Stalle 1984. Oliarus nitens ingår i släktet Oliarus och familjen kilstritar. Inga underarter finns listade i Catalogue of Life.